# Municipio de Grandview (Iowa)
El municipio de Grandview (en inglés: Grandview Township) es un municipio ubicado en el condado de Louisa en el estado estadounidense de Iowa. En el año 2010 tenía una población de 1447 habitantes y una densidad poblacional de 14,26 personas por km².

## Geografía
El municipio de Grandview se encuentra ubicado en las coordenadas 41°17′00″N 91°12′26″O / 41.28333, -91.20722. Según la Oficina del Censo de los Estados Unidos, el municipio tiene una superficie total de 101.48 km², de la cual 100.32 km² corresponden a tierra firme y (1.14%) 1.16 km² es agua.

## Demografía
Según el censo de 2010, había 1447 personas residiendo en el municipio de Grandview. La densidad de población era de 14,26 hab./km². De los 1447 habitantes, el municipio de Grandview estaba compuesto por el 94.89% blancos, el 0.35% eran afroamericanos, el 0.35% eran amerindios, el 0.41% eran asiáticos, el 0.48% eran isleños del Pacífico, el 2.28% eran de otras razas y el 1.24% pertenecían a dos o más razas. Del total de la población el 5.74% eran hispanos o latinos de cualquier raza.